# Ричтон Парк (Илиноис)
Ричтон Парк (енгл. Richton Park) град је у америчкој савезној држави Илиноис.

## Демографија
По попису из 2010. године број становника је 13.646, што је 1.113 (8,9%) становника више него 2000. године.
| Група             | 2000.         | 2010.          |
| Белци             | 4.232 (33,8%) | 1.543 (11,3%)  |
| Афроамериканци    | 7.407 (59,1%) | 11.244 (82,4%) |
| Азијати           | 192 (1,5%)    | 136 (1,0%)     |
| Хиспаноамериканци | 484 (3,9%)    | 477 (3,5%)     |
| Укупно            | 12.533        | 13.646         |